# Vänersborgs domsagas tingslag
Vänersborgs domsagas tingslag var 1970 ett tingslag i Älvsborgs län i Vänersborgs domsaga. Det omfattade Nordals härad, Sundals härad och Valbo härad. 
Den bildades 1 januari 1970 av Nordals, Sundals och Valbo tingslag och Vänersborgs stad och upplöstes året därpå då verksamheten överfördes till Vänersborgs tingsrätt